# Franz Korb von Weidenheim
Franz Korb von Weidenheim (28. února 1805 Praha – 29. září nebo 1. října 1876 Valeč) byl rakouský šlechtic a politik německé národnosti z Čech, radní města Sokolova a v 60. letech 19. století poslanec Říšské rady.

## Biografie
Pocházel z původně měšťanské vojenské rodiny. Narodil se do rodiny Johanna Gottfrieda Korba (1758–1833), který byl roku 1814 povýšen do rakouského rytířského stavu s predikátem "z Weidenheimu". Jeho matka Terezie (1780–1812), rozená Zörnerová, zemřela v roce 1812 na následky těžkého porodu. 
Franz mladší absolvoval základní vojenskou službu a dosáhl hodnosti nadporučíka.
Byl velkostatkářem. Patřily mu statky Vernéřov, po otci Valeč, Skytaly, Sýrovice, Oploty a Neprobylice. V roce 1840 dal na svém panství Valeč do rodové hrobky v kryptě kostela Nejsvětější Trojice přistavět k závěru presbytáře klasicistní vstupní portikus. Roku 1844 koupil statek a zámek Bezděkov u Klatov.
Od roku 1835 byl členem stavovského Českého zemského sněmu.
Od roku 1850 působil ve Vlastenecko-hospodářské společnosti. V roce 1860 byl povýšen do stavu svobodných pánů a zároveň mu byl udělen Řád železné koruny.
Angažoval se politicky. V zemských volbách v roce 1861 byl zvolen na Český zemský sněm za kurii velkostatkářskou, nesvěřenecké velkostatky. V zemských volbách v lednu 1867 mezi zvolenými poslanci nebyl, ale uspěl již v krátce poté konaných zemských volbách v březnu 1867. Do sněmu se vrátil v zemských volbách v roce 1872. Zastupoval Stranu ústavověrného velkostatku.
Působil také jako poslanec Říšské rady (celostátního parlamentu Rakouského císařství), kam ho delegoval Český zemský sněm (Říšská rada tehdy ještě byla volena nepřímo, coby sbor delegátů zemských sněmů). Dne 17. června 1863 složil slib.
Zemřel v říjnu 1876. Byl raněn mrtvicí krátce po pohřbu svého syna Huga.

## Rodina
V roce 1830 se oženil se svojí vzdálenou příbuznou Emilií Korbovou z Weidenheimu (1809–1892). Z manželství vzešlo šest dětí. Nejstarší syn Karel Korb (1836–1881) se kromě správy rodinných statků angažoval v železniční dopravě, krátce byl ministrem obchodu ve vládě hraběte Taafeho a byl i moravským místodržícím. Prostřední syn Hugo (1837–1876) získal další statky, například Vernéřov u Kadaně a založil další větev rodu, která ve druhé polovině 20. století vymřela. Postupně rozprodali všechny statky až na Bezděkov, který byl rodině zkonfiskován roku 1945. Nejmladší syn Viktor (1844–1866) zemřel mladý ve Veroně.